# He Jun
He Jun (何軍S, Hé JūnP; Pechino, 3 marzo 1969) è un'ex cestista cinese.

## Carriera
Con la Cina ha disputato due edizioni dei Giochi olimpici (Barcellona 1992, Atlanta 1996) e i Campionati del mondo del 1994.